# Associazione Sportiva Volley Lube 2018-2019
Questa voce raccoglie le informazioni riguardanti l'Associazione Sportiva Volley Lube nelle competizioni ufficiali della stagione 2018-2019.

## Organigramma societario
Area direttiva
- Presidente: Simona Sileoni
- Presidente onorario: Fabio Giulianelli, Luciano Sileoni
- Vicepresidente: Albino Massaccesi

Area organizzativa
- Team manager: Matteo Carancini
- Segreteria generale: Sonia Emiliozzi
- Direttore sportivo: Giuseppe Cormio
- Responsabile rapporti sponsor: Mirko Giardetti
- Responsabile logistica: Claudio Leonardi

Area tecnica
- Allenatore: Giampiero Medei (fino al 10 dicembre 2018), Ferdinando De Giorgi (dal 16 dicembre 2018)
- Allenatore in seconda: Marco Camperi
- Scout man: Enrico Massaccesi, Alessandro Zarroli
- Responsabile settore giovanile: Giampiero Freddi
- Assistente allenatori: Enrico Massaccesi

Area comunicazione
- Ufficio stampa: Carlo Perri
- Relazioni esterne: Marco Tentella
- Account: Stefania Cameli, Chiara Ubaldi

Area marketing
- Ufficio marketing: Paolo Prenna

Area sanitaria
- Medico: Mariano Avio, Danilo Compagnucci
- Preparatore atletico: Massimo Merazzi
- Fisioterapista: Marco Frontaloni, Tommaso Pagnanelli
- Nutrizionista: Alessandro Marinelli
- Consulente ortopedico: Massimo Balsano

## Rosa
| N° | Nome                | Ruolo | Data di nascita  | Nazionalità sportiva |
| -- | ------------------- | ----- | ---------------- | -------------------- |
| 1  | Cvetan Sokolov      | S/O   | 31 dicembre 1989 | Bulgaria             |
| 2  | Jiří Kovář          | S     | 10 aprile 1989   | Italia               |
| 3  | Stijn D'Hulst       | P     | 24 aprile 1991   | Belgio               |
| 4  | Andrea Marchisio    | L     | 6 novembre 1990  | Italia               |
| 5  | Osmany Juantorena   | S     | 12 agosto 1985   | Italia               |
| 6  | Jacopo Massari      | S     | 2 giugno 1988    | Italia               |
| 7  | Dragan Stanković    | C     | 18 ottobre 1985  | Serbia               |
| 8  | Enrico Diamantini   | C     | 4 aprile 1993    | Italia               |
| 9  | Yoandy Leal         | S     | 31 agosto 1988   | Brasile              |
| 10 | Brenden Sander      | S     | 23 dicembre 1995 | Stati Uniti          |
| 11 | Diego Cantagalli    | S/O   | 13 febbraio 1999 | Italia               |
| 12 | Enrico Cester       | C     | 16 marzo 1988    | Italia               |
| 13 | Robertlandy Simón   | C/O   | 11 giugno 1987   | Cuba                 |
| 14 | Bruno de Rezende    | P     | 2 luglio 1986    | Brasile              |
| 15 | Pier Paolo Partenio | P     | 6 maggio 1993    | Italia               |
| 17 | Fabio Balaso        | L     | 20 ottobre 1995  | Italia               |

## Risultati

### Superlega

#### Girone di andata
| 1ª giornata - 14 ottobre 2018 Palasport San Lazzaro, Padova       | Padova             | 0 - 3 | Lube               | 21-25, 18-25, 14-25               |
| 2ª giornata - 21 ottobre 2018 PalaCivitanova, Civitanova Marche   | Lube               | 3 - 0 | Porto Robur Costa  | 25-19, 25-23, 25-18               |
| 3ª giornata - 28 ottobre 2018 PalaOlimpia, Verona                 | BluVolley Verona   | 1 - 3 | Lube               | 25-22, 21-25, 24-26, 19-25        |
| 4ª giornata - 1º novembre 2018 PalaCivitanova, Civitanova Marche  | Lube               | 0 - 3 | Sir Safety Perugia | 22-25, 16-25, 18-25               |
| 5ª giornata - 4 novembre 2018 PalaCivitanova, Civitanova Marche   | Lube               | 3 - 2 | Trentino           | 22-25, 25-14, 22-25, 25-20, 15-13 |
| 6ª giornata - 7 novembre 2018 Palazzetto dello Sport, Monza       | Milano             | 2 - 3 | Lube               | 25-16, 21-25, 26-24, 16-25, 13-15 |
| 7ª giornata - 11 novembre 2018 PalaCivitanova, Civitanova Marche  | Lube               | 3 - 0 | Argos              | 25-23, 25-19, 25-23               |
| 8ª giornata - 18 novembre 2018 PalaPanini, Modena                 | Modena             | 2 - 3 | Lube               | 25-21, 29-31, 20-25, 27-25, 9-15  |
| 9ª giornata - 14 novembre 2018 PalaCivitanova, Civitanova Marche  | Lube               | 3 - 1 | Emma Villas        | 32-30, 25-15, 20-25, 25-18        |
| 10ª giornata - 12 dicembre 2018 PalaCivitanova, Civitanova Marche | Lube               | 3 - 0 | Top Volley Latina  | 25-23, 25-17, 25-18               |
| 11ª giornata - 9 dicembre 2018 PalaPiantanida, Busto Arsizio      | Powervolley Milano | 3 - 0 | Lube               | 25-17, 25-22, 25-21               |
| 12ª giornata - 15 dicembre 2018 PalaCivitanova, Civitanova Marche | Lube               | 3 - 1 | New Mater          | 25-22, 25-21, 17-25, 25-18        |
| 13ª giornata - 23 dicembre 2018 PalaValentia, Vibo Valentia       | Callipo            | 0 - 3 | Lube               | 14-25, 23-25, 20-25               |

#### Girone di ritorno
| 1ª giornata - 26 dicembre 2018 PalaCivitanova, Civitanova Marche       | Lube               | 3 - 0 | Padova             | 25-17, 25-23, 25-15               |
| 2ª giornata - 30 dicembre 2018 PalaDeAndré, Ravenna                    | Porto Robur Costa  | 0 - 3 | Lube               | 16-25, 18-25, 20-25               |
| 3ª giornata - 6 gennaio 2019 PalaCivitanova, Civitanova Marche         | Lube               | 3 - 2 | BluVolley Verona   | 23-25, 26-24, 23-25, 25-19, 15-12 |
| 4ª giornata - 12 gennaio 2019 PalaEvangelisti, Perugia                 | Sir Safety Perugia | 3 - 1 | Lube               | 25-23, 26-24, 18-25, 25-15        |
| 5ª giornata - 20 gennaio 2019 PalaTrento, Trento                       | Trentino           | 1 - 3 | Lube               | 20-25, 25-23, 22-25, 20-25        |
| 6ª giornata - 27 gennaio 2019 PalaCivitanova, Civitanova Marche        | Lube               | 3 - 0 | Milano             | 25-21, 25-16, 25-18               |
| 7ª giornata - 3 febbraio 2019 PalaCoccia, Veroli                       | Argos              | 0 - 3 | Lube               | 20-25, 21-25, 22-25               |
| 8ª giornata - 17 febbraio 2019 PalaCivitanova, Civitanova Marche       | Lube               | 3 - 0 | Modena             | 25-17, 25-14, 25-19               |
| 9ª giornata - 24 febbraio 2019 PalaMensSana, Siena                     | Emma Villas        | 1 - 3 | Lube               | 13-25, 20-25, 28-26, 21-25        |
| 10ª giornata - 3 marzo 2019 Palazzetto dello sport, Cisterna di Latina | Top Volley Latina  | 0 - 3 | Lube               | 14-25, 15-25, 18-25               |
| 11ª giornata - 9 marzo 2019 PalaCivitanova, Civitanova Marche          | Lube               | 3 - 1 | Powervolley Milano | 25-23, 23-25, 27-25, 25-21        |
| 12ª giornata - 17 marzo 2019 PalaFlorio, Bari                          | New Mater          | 0 - 3 | Lube               | 24-26, 19-25, 16-25               |
| 13ª giornata - 24 marzo 2019 PalaCivitanova, Civitanova Marche         | Lube               | 3 - 0 | Callipo            | 28-26, 25-22, 25-15               |

#### Play-off scudetto
| Quarti di finale (gara 1) - 31 marzo 2019 PalaCivitanova, Civitanova Marche | Lube               | 3 - 2 | BluVolley Verona   | 32-30, 25-20, 22-25, 23-25, 18-16 |
| Quarti di finale (gara 2) - 7 aprile 2019 PalaOlimpia, Verona               | BluVolley Verona   | 1 - 3 | Lube               | 20-25, 23-25, 25-21, 17-25        |
| Semifinali (gara 1) - 16 aprile 2019 PalaTrento, Trento                     | Trentino           | 2 - 3 | Lube               | 25-20, 23-25, 25-19, 26-28, 19-21 |
| Semifinali (gara 2) - 19 aprile 2019 PalaCivitanova, Civitanova Marche      | Lube               | 3 - 1 | Trentino           | 16-25, 25-18, 25-23, 25-13        |
| Semifinali (gara 3) - 22 aprile 2019 PalaTrento, Trento                     | Trentino           | 3 - 2 | Lube               | 23-25, 25-22, 24-26, 25-23, 16-14 |
| Semifinali (gara 4) - 25 aprile 2019 PalaCivitanova, Civitanova Marche      | Lube               | 3 - 0 | Trentino           | 25-21, 25-19, 31-29               |
| Finale (gara 1) - 1º maggio 2019 PalaEvangelisti, Perugia                   | Sir Safety Perugia | 3 - 0 | Lube               | 25-13, 25-18, 25-18               |
| Finale (gara 2) - 5 maggio 2019 PalaCivitanova, Civitanova Marche           | Lube               | 3 - 1 | Sir Safety Perugia | 25-19, 22-25, 25-22, 25-19        |
| Finale (gara 3) - 8 maggio 2019 PalaEvangelisti, Perugia                    | Sir Safety Perugia | 3 - 0 | Lube               | 25-17, 25-20, 25-18               |
| Finale (gara 4) - 11 maggio 2019 PalaCivitanova, Civitanova Marche          | Lube               | 3 - 0 | Sir Safety Perugia | 25-20, 25-21, 25-19               |
| Finale (gara 5) - 14 maggio 2019 PalaEvangelisti, Perugia                   | Sir Safety Perugia | 2 - 3 | Lube               | 25-22, 25-21, 12-25, 21-25, 10-15 |

### Coppa Italia

#### Fase a eliminazione diretta
| Quarti di finale - 24 gennaio 2019 PalaCivitanova, Civitanova Marche | Lube               | 3 - 2 | Milano | 25-21, 25-15, 20-25, 23-25, 19-17 |
| Semifinali - 9 febbraio 2019 Unipol Arena, Casalecchio di Reno       | Trentino           | 2 - 3 | Lube   | 20-25, 25-21, 19-25, 25-15, 10-15 |
| Finale - 10 febbraio 2019 Unipol Arena, Casalecchio di Reno          | Sir Safety Perugia | 3 - 2 | Lube   | 21-25, 21-25, 26-24, 25-23, 15-13 |

### Supercoppa italiana

#### Fase a eliminazione diretta
| Semifinali - 6 ottobre 2018 PalaEvangelisti, Perugia      | Lube               | 2 - 3 | Modena | 26-28, 28-26, 25-22, 19-25, 13-15 |
| Finale 3º posto - 7 ottobre 2018 PalaEvangelisti, Perugia | Sir Safety Perugia | 1 - 3 | Lube   | 25-16, 21-25, 23-25, 23-25        |

### Champions League

#### Fase a gironi
| 1ª giornata - 22 novembre 2018 PalaCivitanova, Civitanova Marche | Lube        | 3 - 0 | Modena      | 25-22, 30-28, 25-22               |
| 2ª giornata - 19 dicembre 2018 KV Arena, Karlovy Vary            | Karlovarsko | 0 - 3 | Lube        | 16-25, 18-25, 14-25               |
| 3ª giornata - 15 gennaio 2019 Gliwice Arena, Gliwice             | ZAKSA       | 0 - 3 | Lube        | 19-25, 17-25, 19-25               |
| 4ª giornata - 31 gennaio 2019 PalaCivitanova, Civitanova Marche  | Lube        | 3 - 0 | Karlovarsko | 25-16, 25-18, 25-14               |
| 5ª giornata - 13 febbraio 2019 PalaPanini, Modena                | Modena      | 1 - 3 | Lube        | 27-25, 26-28, 23-25, 21-25        |
| 6ª giornata - 27 febbraio 2019 PalaCivitanova, Civitanova Marche | Lube        | 3 - 2 | ZAKSA       | 20-25, 22-25, 34-32, 25-21, 15-12 |

#### Fase a eliminazione diretta
| Quarti di finale (andata) - 12 marzo 2019 Dvorec sporta Dinamo, Mosca        | Dinamo Mosca   | 2 - 3 | Lube           | 10-25, 25-23, 25-23, 18-25, 13-15 |
| Quarti di finale (ritorno) - 21 marzo 2019 PalaCivitanova, Civitanova Marche | Lube           | 3 - 0 | Dinamo Mosca   | 25-16, 25-21, 25-21               |
| Semifinali (andata) - 3 aprile 2019 Atlas Arena, Łódź                        | Skra Bełchatów | 0 - 3 | Lube           | 14-25, 20-25, 23-25               |
| Semifinali (ritorno) - 10 aprile 2019 PalaCivitanova, Civitanova Marche      | Lube           | 3 - 0 | Skra Bełchatów | 25-15, 25-20, 27-25               |
| Finale - 18 maggio 2019 Max-Schmeling-Halle, Berlino                         | Zenit-Kazan    | 1 - 3 | Lube           | 25-16, 15-25, 12-25, 19-25        |

### Campionato mondiale per club

#### Fase a gironi
| 1ª giornata - 26 novembre 2018 Orlen Arena, Płock | Skra Bełchatów | 1 - 3 | Lube        | 21-25, 25-22, 21-25, 25-27        |
| 2ª giornata - 27 novembre 2018 Orlen Arena, Płock | Lube           | 3 - 2 | Zenit-Kazan | 20-25, 25-22, 24-26, 25-23, 19-17 |
| 3ª giornata - 29 novembre 2018 Orlen Arena, Płock | Fakel          | 0 - 3 | Lube        | 17-25, 18-25, 19-25               |

#### Fase a eliminazione diretta
| Semifinali - 1º dicembre 2018 Hala Sportowa Częstochowa, Częstochowa | Lube | 3 - 1 | Asseco Resovia | 29-31, 25-19, 25-14, 25-23 |
| Finale - 2 dicembre 2018 Hala Sportowa Częstochowa, Częstochowa      | Lube | 1 - 3 | Trentino       | 20-25, 25-22, 20-25, 18-25 |

## Statistiche

### Statistiche di squadra
| Competizione                 | Punti | In casa | In casa | In casa | In trasferta | In trasferta | In trasferta | Totale | Totale | Totale |
| Competizione                 | Punti | G       | V       | P       | G            | V            | P            | G      | V      | P      |
| ---------------------------- | ----- | ------- | ------- | ------- | ------------ | ------------ | ------------ | ------ | ------ | ------ |
| Superlega                    | 65    | 18      | 17      | 1       | 19           | 14           | 5            | 37     | 31     | 6      |
| Coppa Italia                 | -     | 1       | 1       | 0       | 0            | 0            | 0            | 3      | 2      | 1      |
| Supercoppa italiana          | -     | -       | -       | -       | -            | -            | -            | 2      | 1      | 1      |
| Champions League             | 17    | 5       | 5       | 0       | 5            | 5            | 0            | 11     | 11     | 0      |
| Campionato mondiale per club | 8     | -       | -       | -       | -            | -            | -            | 5      | 4      | 1      |
| Totale                       | -     | 24      | 23      | 1       | 24           | 19           | 5            | 58     | 49     | 9      |

G = partite giocate; V = partite vinte; P = partite perse